# 富山市立神保小学校
富山市立神保小学校（とやましりつ じんぼしょうがっこう）は富山県富山市にある公立小学校。

## 沿革
個別に出典が提示されていない箇所の出典→
前史
- 1873年11月 - 大坪森田の普存寺に凞春小学校創立。
- 1874年
  - 5月 - 校舎（5間4尺×4間半）建設。
  - 8月 - 余川村竹内弥平宅に余川小学校創立。
- 1882年12月 - 高日附村に仁精小学校創設。同月、凞春、余川、仁精小学校を廃し、高日附村に研精小学校を設け、小倉、下吉川（明倫小学校）に同分教場を設置する。
- 1887年4月 - 明倫、仁精の2校を廃止し、高日附村に尋常研精小学校、簡易高日附小学校を設け、小倉と下吉川に分教場を設けた。
- 1888年4月 - 研精小学校を廃し、島田村に簡易島田小学校、上吉川に簡易上吉川小学校を設置。

旧・千里小学校
- 1890年4月 - 簡易島田小学校を廃止し、同所に群秀小学校（尋常科）と千里小学校（簡易科）を設置する。
- 1892年4月 - 群秀小学校と千里小学校を統合し、群秀尋常小学校を設置。
- 1895年4月 - 千里尋常小学校に改称。
- 1913年2月 - 校舎を千里村島田261番地に新築。
- 1914年4月 - 女子補習所を開設。
- 1920年4月 - 千里実業補習学校を開設。
- 1926年6月 - 実業補習学校に青年訓練所を充当。
- 1927年4月 - 千里尋常高等小学校に改称。
- 1941年4月 - 千里国民学校に改称。
- 1947年4月 - 千里小学校に改称。

旧・富川小学校
- 1890年4月 - 簡易上吉川小学校を廃止し、河原町に簡易河原町小学校、上吉川に簡易育英小学校の2校に分離。
- 1892年10月 - 河原尋常小学校、育英尋常小学校に改称。
- 1897年 - 河原尋常小学校、育英尋常小学校を廃止し、上吉川に富川小学校を創立[3]。
- 1898年11月 - 階上62坪階下52坪の校舎を新築。
- 1922年 - 富川村上吉川2258番地に校舎竣工。
- 1927年4月 - 高等科を併置し、富川川尋常高等小学校に改称[3]。
- 1941年 - 富川国民学校に改称。
- 1947年4月 - 富川小学校に改称。

神保小学校
- 1953年4月 - 両校統合し、神保小学校となる。
- 1954年
  - 3月 - 現在地に校舎新築。校歌作成、二宮尊徳像を寄贈。
  - 4月 - 幼稚園を併置。
- 1955年
  - 3月 - 校旗樹立、国旗掲揚塔設置。
  - 9月 - 完全給食実施。
- 1956年3月 - 給食室内部改装。
- 1959年1月 - 婦中町立となる。
- 1970年 - プール竣工[3]。
- 1984年1月 - 体育館改築[3][4]。
- 1986年8月 - 現校舎改築、グラウンド造成[3][5]。

## 通学区域
婦中町千里西部、婦中町千里南部、婦中町千里北部、婦中町千里東部、婦中町小倉、婦中町熊野道、婦中町島田、婦中町上井沢、婦中町高日附、婦中町余川西、婦中町富崎、婦中町河原町、婦中町上吉川、婦中町下吉川、婦中町富川、婦中町千里団地、婦中町上吉川ニュータウン、婦中町かたかご台、婦中町千里グリーンハイツ、婦中町高日附学園台

## 進学先
- 富山市立城山中学校
- 富山市立速星中学校

## 周辺
- 高山本線千里駅